# Glukózový toleranční test
Glukózový toleranční test neboli zátěžový test na cukrovku je test, kterým se v lékařství zkoumá, jak si testovaný člověk poradí se zvýšeným přísunem glukózy. Používá se zejména pro vyloučení cukrovky diabetes mellitus a jeho provedení je rutinní záležitostí v těhotenství pro vyloučení těhotenské cukrovky. Ve své nejčastější a nejjednodušší podobě, která je i standardizována Světovou zdravotnickou organizací, je nejprve zkontrolována hodnota krevního cukru nalačno, pak je roztok glukózy zkoumaným vypit (odtud název orální glukózový toleranční test – zkráceně OGTT) a pak je změřena hodnota krevního cukru po dvou hodinách od vypití.

## Standardní OGTT

### Indikace a kontraindikace
Česká společnost klinické biochemie a Česká diabetologická společnost, stejně jako Světová zdravotnická organizace a Americká diabetická společnost doporučují používat OGTT u těhotných k vyloučení těhotenské cukrovky. Česká doporučení a doporučení Světové zdravotnické organizace rovněž doporučují použít OGTT pro obecné potvrzení cukrovky v případě hraničních hodnot z měření glukózy v plasmě žilní krve na lačno.
U těhotných v České republice doporučuje Česká diabetologická společnost v souladu s doporučeními Světové zdravotnické organizace následující postup testování cukrovky:
1. Na počátku těhotenství se (plošně) testuje glykémie nalačno ze žíly. Hodnota 5,1 mmol/l a vyšší je vnímána jako podezření na cukrovku a testování glykémie nalačno ze žíly je znovu zopakováno následující den. Pokud opět vyjde 5,1 mmol/l a vyšší, je cukrovka považována za potvrzenou, v opačném případě následuje standardní zátěžový test (OGTT).
2. U žen, kterým cukrovka doposud zjištěna nebyla, se plošně provádí zátěžový test na cukrovku ve 24.–28. týdnu

OGTT se neprovádí, pokud už cukrovku prokazují předchozí testy či obecné příznaky cukrovky. Takový test by byl jednak zbytečný, protože OGTT je použitelný jen pro základní diagnózu, nikoliv pro podrobnější, a jednak by představoval pro nemocného nepřijatelnou zátěž.

### Provedení
V průběhu tří dní před testem je potřeba zachovávat běžný režim s dostatečným přísunem cukrů (alespoň 150 g denně). Naopak posledních 8-14 hodin (typicky přes noc) je potřeba nejíst a nepít alkohol. Samotný test začíná kontrolním měřením krevního cukru v žíle nalačno. Hodnota nesmí přesáhnout 7 mmol/l (respektive 5,1 mmol/l v případě zjišťování těhotenské cukrovky), jinak nezbývá než test o den odložit. Opakovaná vysoká hodnota při kontrolním měření nalačno znamená diagnostiku cukrovky a na OGTT tedy již nedojde.
Pokud je hodnota krevního cukru v žíle nalačno v pořádku, nižší než 7 mmol/l (respektive 5,1 mmol/l), pak je testovanému podán k vypití roztok glukózy. Standardní dávka pro dospělého je 75 g, obvykle rozpuštěných v 250 ml vody. Je přípustný i slabý čaj, nebo přidání trochy citrónové šťávy pro dosažení přijatelnější chuti. Vypít dávku je potřeba během deseti minut.
Pak musí testovaný dvě hodiny čekat a to bez výraznější tělesné činnosti, neboť ta by ovlivnila výsledek.
Po dvou hodinách (a někdy i mezitím po hodině) je znovu odebrána krev ze žíly pro změření krevního cukru. Cukrovka (respektive těhotenská cukrovka) se bere za prokázanou, pokud je hodnota krevního cukru po dvou hodinách vyšší než 11 mmol/l (respektive 8,5 mmol/l v případě těhotenské cukrovky). Odběr ze žíly je přitom podstatný pro přesnost testu, neboť při zátěžovém testu se hodnota krevního cukru v žílách a vlásečnicích liší až o 25 %.